# Praxinoscopio

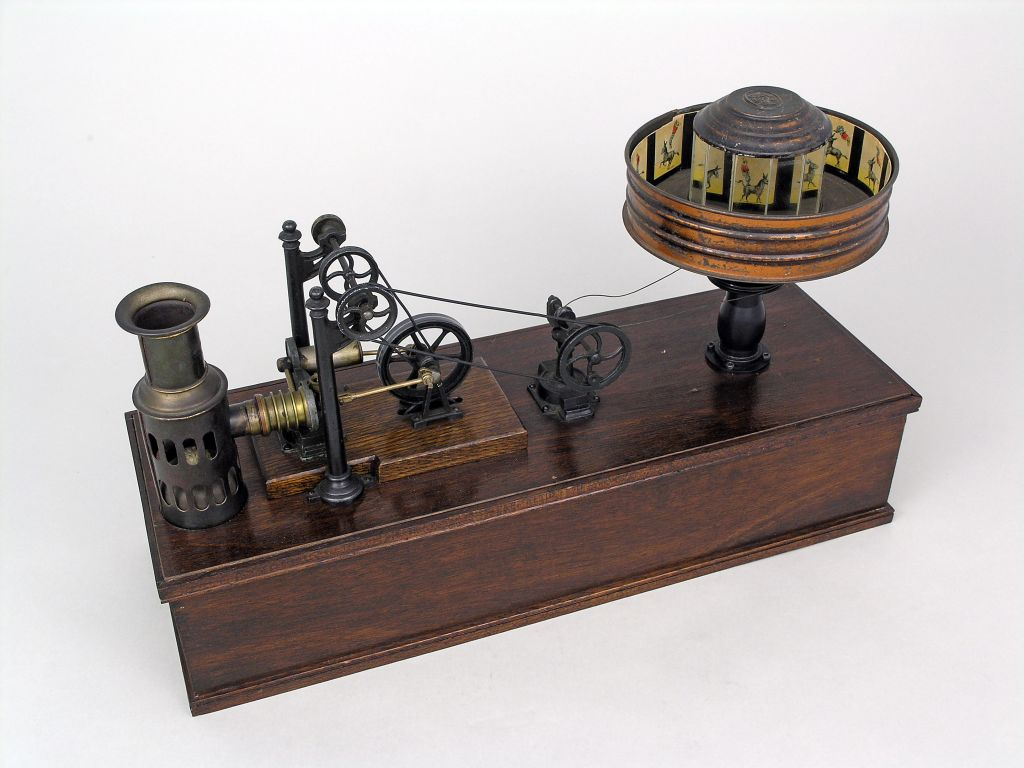
Un praxinoscopio hecho por Ernst Plank, de Núremberg, Alemania. Impulsado por un miniaturesco Motor Stirling. Ahora está en la colección de Thinktank, en el Birmingham Science Museum.

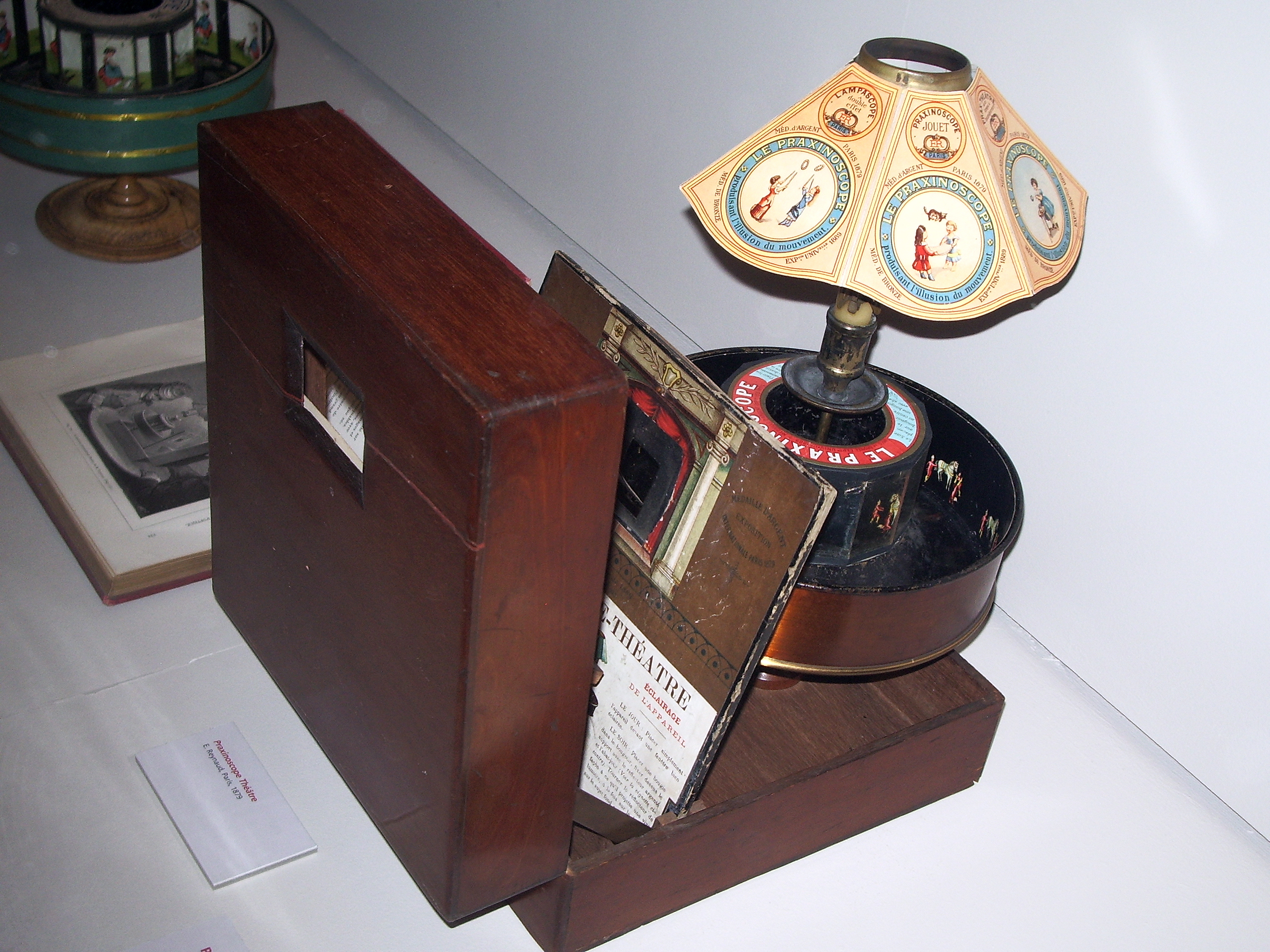
Un praxinoscopio-teatro, de Émile Reynaud (1879).

Un praxinoscopio es un aparato similar al zoótropo inventado por Émile Reynaud en 1877 y patentado el 21 de diciembre de ese año. El espectador mira por encima del tambor, dentro del cual hay una rueda interior con unos espejos formando ángulo, que reflejan unas imágenes dibujadas sobre tiras de papel situadas alrededor. Como resultado la persona observa una secuencia nítida, una animación estable donde las imágenes se fusionan y logran el efecto animado.
Para fabricar los praxinoscopios que luego vendería como juguetes, Reynaud alquiló dos departamentos en París, uno de los cuales funcionaba como taller. El inventor recibió una mención honorífica en la Exposición Universal de París de 1878.

## Movimiento del praxinoscopio
El tipo de movimiento del praxinoscopio consiste en una secuencia de movimientos en los que se repite continuamente la misma acción, creando así una acción cíclica marcada por el activar y desactivar del mecanismo de funcionamiento de cada objeto. En esta clase de juguetes ópticos, la mirada y la manipulación del objeto son aspectos cruciales. La mirada del espectador será inmóvil ya que observará cómo delante de él suceden estos hechos. Estos son activados, marcando el ritmo a su gusto, por la misma persona que mira. 

### Movimiento armónico simple
Un movimiento armónico simple es aquel que describe una partícula sometida a una fuerza restauradora proporcional a su desplazamiento. Se genera, entonces, un movimiento que se repite en cada intervalo de tiempo, pero este solo será armónico si la fuerza restauradora del movimiento periódico es proporcional al desplazamiento.

### Movimiento circular uniforme
El movimiento circular uniforme es el movimiento de un cuerpo atravesando, con una rapidez constante, una trayectoria circular. Es decir, aquel en el que el móvil se desplaza en una trayectoria circular a una velocidad constante. Se consideran dos velocidades la rapidez del desplazamiento del móvil y la rapidez en la que varía un ángulo de giro. Aunque la rapidez del objeto sea constante, su velocidad no lo es: la velocidad, una magnitud vectorial, tangente a la trayectoria, cambia de dirección en cada instante.

## Leyes

### Ley de los espejos
Los espejos son superficies planas y pavimentadas donde se produce el fenómeno de la reflexión. Este también se produce cuando los rayos de luz parten de un mismo punto y se concentran en otro diferente, siendo el segundo la imagen del primero.
Las imágenes se pueden clasificar según su naturaleza en:
- Reales: los rayos reflejados se interceptan en un punto después de interactuar con un espejo o lente.
- Virtuales: los rayos reflejados divergen y son sus protecciones las que se unen en un punto después de interactuar con un espejo o lente.

Según su posición, las imágenes pueden ser:
- Derechas: están orientadas igual que el objeto.
- Invertidas: están en posición contraria al objeto.

Según su tamaño, las imágenes se denominan:
- Aumentadas: si son más grandes que el objeto.
- Reducidas: si son más pequeñas en relación con el objeto.

### Tipos de espejos
- Espejos planos angulares: estos se forman cuando se unen dos espejos planos por una esquina, formando así un ángulo determinado. Según el tamaño de este al colocar un objeto entre ellos se observará el número diferente de imágenes.
- Espejos esféricos: consisten en un casquillo de una esfera vacía que refleja los rayos luminosos que inciden en él.
- Espejos cóncavos: estos hacen convergir los rayos luminosos paralelos a través de la colocación de una pequeña botella en el foco. Según la ubicación del objeto se pueden producir imágenes reales y virtuales. Se utilizan en los focos de los vehículos.
- Espejos convexos: esta clase de espejos hacen convergir los rayos luminosos paralelos aunque estos solo se utilizan para formar imágenes virtuales.

## Antecedentes
El autor de la primera teoría de la resistencia retiniana fue Joseph-Antoine Ferdinand Plateau ya que en 1832 inventó el fenaquistoscopio, que consistía en un disco de cartón en el que su perímetro estaba agujereado por finas grietas radiales equidistantes y que llevaba una corona de dibujos que representaban sucesivas fases de un movimiento cíclico. Si se ponía el ojo al nivel de las ranuras y haciendo girar rápidamente el disco se creaba la ilusión del movimiento.
Casi al mismo tiempo, Simon Stampfer inventó el stroboscopio, que solo se diferenciaba del fenaquistoscopio por la separación de las grietas y por los dibujos hechos por dos discos diferentes rodados en sentidos contrarios.
Finalmente, el más famoso a lo largo del siglo XIX fue el zoótropo, creado por William George Horner en 1834. Las grietas de este estaban en la parte superior del cilindro negro y los dibujos eran llevados por una cinta inamovible colocada en su interior.